# Nikolai Germanowitsch Nogowizyn
Nikolai Germanowitsch Nogowizyn (russisch Николай Германович Ноговицын; * 7. Januar 1948 in Prokopjewsk) ist ein ehemaliger sowjetischer Nordischer Kombinierer.

## Werdegang
Nogowizyn startete für die Sowjetunion bei den Nordischen Skiweltmeisterschaften 1970 in Štrbské Pleso. Im Einzel der Kombination gewann er hinter dem Tschechoslowaken Ladislav Rygl die Silbermedaille. Dabei konnte er sich nur um 0,34 Punkte gegen seinen Landsmann Wjatscheslaw Drjagin, der Bronze gewann, durchsetzen.
Bei den Olympischen Winterspielen 1976 in Innsbruck lag er im Gundersen Einzel nach dem Springen auf dem 16. Rang. Da er den anschließenden 15-km-Lauf als Dritter beendete, erreichte er am Ende den sechsten Platz.